# Димитрий (Бекярис)
Митрополит Димитрий (греч. Μητροπολίτης Δημήτριος в миру Иоа́ннис Бекя́рис греч. Ιωάννης Μπεκιάρης; род. 1948, Лутраки, Греция) — епископ Элладской православной церкви (и формально Константинопольского патриархата так как его епархия относится к «Новым территориям»); митрополит Гуменисский (с 1991).

## Биография
Родился в 1948 году в городе Лутраки, в Греции. В 1972 году окончил богословскую школу Афинского университета.
6 сентября 1975 года был пострижен в монашество с наречением имени Димитрий, а 8 сентября рукоположен в сан иеродиакона. 14 января 1976 года был рукоположен в сан иеромонаха в Кавала.
С 1984 года — протосинкелл в Афинах. 20 ноября 1984 года избран игуменом (настоятелем) монастыря Асомата-Петракис, а также трудился в качестве первого директора церковной радиостанции.
15 октября 1989 года хиротонисан во епископа Ларисского и Тирнавского с возведением в сан митрополита (18 февраля 1990 года решением № 3804/90 избрание на Ларисскую кафедру было аннулировано). 20 августа 1991 года избран титулярным митрополитом Гардикийским.
10 сентября 1991 года избран на новоучреждённую Гуменисскую митрополию.